# Paceit
Paceit ist ein extrem seltenes, sekundäres Mineral aus der Mineralklasse der „organischen Verbindungen“. Es kristallisiert im tetragonalen Kristallsystem mit der Zusammensetzung CaCu(CH3COO)4·6H2O, ist also chemisch gesehen ein Salz der Essigsäure. Paceit bildet sich durch den Einfluss von verrottendem, pflanzlichen Material auf Kupfererzen. Bisher wurde nur eine Fundstelle in Australien bekannt.
Paceit konnte bisher nur in Form dunkelblauer Krusten entdeckt werden. Natürlich vorkommende Einzelkristalle sind bisher nicht bekannt. Das Mineral ist vergleichsweise weich mit einer Mohshärte von 1,5 und einer hellblauen Strichfarbe.

## Etymologie und Geschichte
Paceit wurde nach dem australischen Mineraliensammler Frank L. Pace (* 1948) benannt, der es als erster in der Perilya Potosi Mine (Broken Hill, New South Wales, Australien) fand. Analysiert und beschrieben wurde es von D. E. Hibbs, Uwe Kolitsch, P. Leverett, J. L. Sharpe, P. A. Williams im Jahre 2002. Noch im selben Jahr wurde es von der International Mineralogical Association (IMA) offiziell als Mineral anerkannt.
Acetate als natürlich vorkommende Mineralien sind extrem selten, trotzdem Essigsäure in der Natur weit verbreitet ist. Bis zur Anerkennung von Hoganit und Pacecit als Mineral, war Calclacit der einzig bekannte Vertreter dieser Stoffklasse, wobei er anthropogenen Ursprungs ist. Es wurde bis dahin vermutet, dass Calclacit der einzige Vertreter der Acetate bleiben wird und eine rein natürliche Bildung von anderen Acetaten wurde als sehr unwahrscheinlich erachtet. Mit der Anerkennung von Paceit als Mineral durch die IMA ist er das zweite bekannte Acetat-Mineral, dass ohne anthropogenen Einfluss entstanden ist.
Typmaterial des Minerals wird im Broken Hill Geocentre in Broken Hill, dem Australian Museum in Sydney und dem Museum of Victoria in Melbourne aufbewahrt.

## Klassifikation
Da Paceit erst 2002 entdeckt und als eigenständige Mineralart anerkannt wurde, ist er in der seit 1977 veralteten 8. Auflage der Mineralsystematik nach Strunz noch nicht verzeichnet. Einzig im zuletzt 2018 aktualisierten „Lapis-Mineralienverzeichnis“, das sich aus Rücksicht auf private Sammler und institutionelle Sammlungen noch nach dieser klassischen Systematik von Karl Hugo Strunz richtet, erhielt das Mineral die System- und Mineral-Nr. IX/A.02-18. In der „Lapis-Systematik“ entspricht dies der Klasse „Organische Verbindungen“ und dort der Abteilung „Salze organischer Säuren“, wo Paceit zusammen mit Abelsonit, Calclacit, Chanabayait, Dashkovait, Earlandit, Formicait, Hoganit, Joanneumit, Julienit, Kafehydrocyanit, Mellit und Pigotit die Gruppe „Andere organische Salze, darunter Mellate, Citrate und Acetate“ bildet.
Die seit 2001 gültige und von der International Mineralogical Association (IMA) bis 2009 aktualisierte 9. Auflage der Strunz’schen Mineralsystematik ordnet Paceit ebenfalls in die Klasse der „Organischen Verbindungen“ und dort in die Abteilung der „Salze von organischen Säuren“ ein. Diese ist weiter unterteilt nach den Stoffgruppen, die die Grundlage des jeweiligen Minerals bilden, so dass Paceit entsprechend seiner Zusammensetzung in der Unterabteilung „Acetate“ zu finden ist, wo er als einziges Mitglied die unbenannte Gruppe 10.AA.30 bildet.
Auch die Systematik der Minerale nach Dana ordnet den Hoganit in die Klasse und gleichnamige Abteilung der „Organischen Minerale“ ein. Hier ist er zusammen mit Hoganit in der „Hoganitgruppe“ mit der System-Nr. 50.02.07 innerhalb der Unterabteilung „Salze organischer Säuren (Mellitate, Citrate, Cyanate und Acetate)“ zu finden.

## Kristallstruktur
Hoganit kristallisiert tetragonal in der Raumgruppe I4/m (Raumgruppen-Nr. 87) mit den Gitterparametern a = 11,155(4) Å und c = 16,236(17) Å, sowie 4 Formeleinheiten pro Elementarzelle.

## Eigenschaften
Da es sich bei Paceit um ein extrem seltenes Mineral handelt, sind viele seiner physikalischen Kenngrößen noch nicht bestimmt worden. Insbesondere ist zu beachten, dass sich viele Eigenschaften auf synthetisch hergestellte Kristalle beziehen, die sich in ihrer chemischen Zusammensetzung (Kupfergehalt und Kristallwasseranteil) vom natürlichen Mineral unterscheiden.
Wie auch Hoganit gibt Paceit beim Erhitzen stufenweise sein Kristallwasser ab und zersetzt sich bei Temperaturen oberhalb von 400 °C. Allerdings ist auch hier zu berücksichtigen, dass sich die Daten auf synthetische Kristalle mit einer anderen chemischen Zusammensetzung beziehen.

## Bildung und Fundorte
Für Paceit ist bisher nur die Typlokalität Perilya Potosi Mine (Potosi Mine) in Broken Hill, New South Wales, Australien bekannt geworden. Hier bildete sich Paceit neben Hoganit im sog. Eiserner Hut der Lagerstätte durch die Reaktion von verwitterten Erzen mit sich zersetzendem, pflanzlichen Material, insbesondere mit verrottendem Laub. Des Weiteren wird die Bildung über zerfallende Holzkonstruktionen in den entsprechenden Bergwerksanlagen diskutiert. Von den Erstbeschreibern wird darauf Wert gelegt, dass der Eintrag der pflanzlichen Zersetzungsprodukte nicht durch den Menschen verursacht wurde. Das Mineral bildete sich nachweislich am Fundort und nicht wie beim Calclacit nachträglich; es ist somit kein Museumsartefakt.
Paceit kommt in assoziiert mit Hoganit, Linarit, Malachit, Azurit, kupferhaltigem Smithsonit, Cerussit, Goethit, Hämatit und Quarz vor.